# 운지 (마을)
운지(러시아어: Унджи, 타지크어: Унҷӣ, 영어: Undzhi 또는 Unji)는 타지키스탄 북서부에 위치한 마을이다. 수그드주의 가프로브 구역에 위치해있다. 인구는 2024년 기준 총 45,230명이다.
이곳은 후잔드의 교외 지역이다. 이 마을에서 열리는 농산물 시장이 잘 알려져 있다. 주요 도로로는 옥탸브르(러시아어: Октябрь) 길이 있다.
타지키스탄의 전통적이고 농업 중심적인 삶을 엿볼 수 있는 장소로도 알려져 있다.